# Temple de la renommée du tennis de table
Le Temple de la renommée du tennis de table (angl. ITTF Hall of Fame) est un musée sportif situé à Renens, près de Lausanne, en Suisse. Créé en 1993, il est consacré à la mémoire des plus grands joueurs et entraîneurs de l'histoire du tennis de table. 46 pongistes et trois officiels figurent dans la liste des membres du Temple de la renommée.

## Liste des membres
| Nom               | Pays            | Introduction | Notes                              |
| ----------------- | --------------- | ------------ | ---------------------------------- |
| Victor Barna      | Hongrie         | 1993         |                                    |
| Richard Bergmann  | Autriche        | 1993         |                                    |
| Laszlo Bellak     | Hongrie         | 1993         |                                    |
| Stephen Kelen     | Hongrie         | 1993         |                                    |
| Jimmy McClure     | États-Unis      | 1993         |                                    |
| Zoltan Mechlovits | Hongrie         | 1993         |                                    |
| Miklos Szabados   | Hongrie         | 1993         |                                    |
| Bohumil Vana      | Tchécoslovaquie | 1993         |                                    |
| Maria Mednyanszky | Hongrie         | 1993         |                                    |
| Marie Kettnerova  | Tchécoslovaquie | 1993         |                                    |
| Anna Sipos        | Hongrie         | 1993         |                                    |
| Vera Votrubcova   | Tchécoslovaquie | 1993         |                                    |
| Ivan Andreadis    | Tchécoslovaquie | 1995         |                                    |
| Ivor Montagu      | Royaume-Uni     | 1995         | Président fondateur de l'ITTF      |
| Ferenc Sido       | Hongrie         | 1995         |                                    |
| Ladislav Stipek   | Tchécoslovaquie | 1995         |                                    |
| Frantisek Tokar   | Tchécoslovaquie | 1995         |                                    |
| Angelica Rozeanu  | Roumanie        | 1995         |                                    |
| Gizi Farkas       | Hongrie         | 1995         |                                    |
| Ella Zeller       | Roumanie        | 1995         |                                    |
| Ichiro Ogimura    | Japon           | 1997         |                                    |
| Johnny Leach      | Royaume-Uni     | 1997         |                                    |
| Toshiaki Tanaka   | Japon           | 1997         |                                    |
| H. Roy Evans      | Royaume-Uni     | 1997         | Président de l'ITTF de 1967 à 1987 |
| A.K. Vint         | Royaume-Uni     | 1997         | Membre honoraire de l'ITTF         |
| Fujie Eguchi      | Japon           | 1997         |                                    |
| Kimiyo Matzusaki  | Japon           | 1997         |                                    |
| Zhuang Zedong     | Chine           | 1999         |                                    |
| Lin Huiqing       | Chine           | 1999         |                                    |
| Li Furong         | Chine           | 1999         |                                    |
| Guo Yuehua        | Chine           | 2001         |                                    |
| Jiang Jialiang    | Chine           | 2001         |                                    |
| Zhang Xielin      | Chine           | 2001         |                                    |
| Liang Geliang     | Chine           | 2001         |                                    |
| Cao Yanhua        | Chine           | 2001         |                                    |
| Nobuhiko Hasegawa | Japon           | 2001         |                                    |
| Jan-Ove Waldner   | Suède           | 2003         |                                    |
| Jorgen Persson    | Suède           | 2003         |                                    |
| Peter Karlsson    | Suède           | 2003         |                                    |
| Wang Tao          | Chine           | 2003         |                                    |
| Deng Yaping       | Chine           | 2003         |                                    |
| Wang Nan          | Chine           | 2003         |                                    |
| Ge Xinai          | Chine           | 2003         |                                    |
| Liu Wei           | Chine           | 2003         |                                    |
| Liu Guoliang      | Chine           | 2005         |                                    |
| Wang Liqin        | Chine           | 2005         |                                    |
| Li Ju             | Chine           | 2005         |                                    |
| Qiao Hong         | Chine           | 2005         |                                    |
| Zhang Yining      | Chine           | 2005         |                                    |
| Xu Yinsheng       | Chine           | 2010         |                                    |
| Cai Zhenhua       | Chine           | 2010         |                                    |
| Kazuko Ito        | Japon           | 2010         |                                    |
| Trude Pritzi      | Autriche        | 2010         |                                    |
| Hyun Jung-Hwa     | Corée du Sud    | 2010         |                                    |
| Zhang Deying      | Chine           | 2010         |                                    |
| Kong Linghui      | Chine           | 2010         |                                    |
| Ma Lin            | Chine           | 2010         |                                    |
| Chen Qi           | Chine           | 2010         |                                    |
| Wang Hao          | Chine           | 2010         |                                    |
| Guo Yue           | Chine           | 2010         |                                    |
| Li Xiaoxia        | Chine           | 2013         |                                    |
| Ma Long           | Chine           | 2013         |                                    |
| Zhang Jike        | Chine           | 2013         |                                    |
| Ding Ning         | Chine           | 2016         |                                    |
| Xu Xin            | Chine           | 2016         |                                    |
| Liu Shiwen        | Chine           | 2016         |                                    |